# NGC 2454
NGC 2454 في الفهرس العام الجديد، هي مجرة، تقع في كوكبة التوأمان. اكتشفت في 19 يناير 1874 بواسطة إدوارد ستيفان.

## روابط خارجية
- NGC 2454 على موقع ويكي سكاي: DSS2, SDSS, GALEX, IRAS, Hydrogen α, X-Ray, Astrophoto, Sky Map, Articles and images